# David Karoly
David John Karoly (né en 1955) est un scientifique spécialiste des sciences de l'atmosphérique australien, travaillant au CSIRO.

## Éducation et carrière universitaire
Au début des années 1970, David Karoly s'est inscrit en mathématiques appliquées à l'université Monash de Melbourne, mais s'est ensuite intéressé à la météorologie. En 1980, il obtient un doctorat en météorologie de l'université de Reading à Reading, en Angleterre.
Après son retour en Australie, de 1995 à 2000, il devient directeur du Centre de recherche coopérative pour la météorologie de l'hémisphère sud à l'université Monash. Entre 2003 et 2007, il est professeur de météorologie à l'École de météorologie de l'université de l'Oklahoma. En mai 2007, il rejoint l'École des sciences de la Terre de l'Université de Melbourne en tant que professeur de la Fédération. En 2017, il devient chef de l'Earth Systems and Climate Change Hub du National Environmental Science Program du gouvernement australien.

## Contributions
Il est reconnu comme un expert du changement climatique, de l'appauvrissement de la couche d'ozone stratosphérique et des variations climatiques dues à El Niño-Oscillation australe (ENSO).
Il est l'auteur principal du groupe de travail 2 du Groupe d'experts intergouvernemental sur l'évolution du climat (GIEC) (sur les impacts sociétaux) et il est membre de la faculté de l'École des sciences de la Terre de l'université de Melbourne. Son travail, ainsi que celui de nombreux autres auteurs principaux et éditeurs critiques, a contribué à l'attribution du prix Nobel de la paix 2007, qui a été remporté conjointement par le GIEC et Al Gore. Il est membre du conseil d'administration de la Climate Change Authority.

## Le communicant
David Karoly, à l'origine sceptique (1980), s'est forgé la réputation d'être un communicant capable d'expliquer la complexité de ses recherches au grand public. Dans l'émission télévisée QndA de l'Australian Broadcasting Corporation, dans laquelle les membres du public peuvent poser des questions directes à des experts, il revendique son autorité en déclarant à propos de son ennemi juré : « Je suis un climatologue et Alan Jones a tort,. »
Il souligne qu'il y a cent ans, le dioxyde de carbone dans l'atmosphère était de 280 parties par million alors qu'il est maintenant de 400 parties par million, une augmentation de 40% qui, selon lui, est incontestablement causée par l'activité humaine. Il a également averti les Australiens qu'ils produisaient 1,5 % des gaz à effet de serre mondiaux alors qu'ils ne représentaient que 0,3 % de la population mondiale. Sur la question de la population, il a lancé un avertissement en déclarant que « les climatologues européens ont déclaré que la population durable à long terme sur la Terre était d'environ 1 milliard de personnes en 2100 - et les estimations démographiques annoncées par les Nations unies sont d'environ 10 à 12 milliards de personnes. Ce n'est pas une bonne nouvelle. »